# Lycaena bimaculatus
Lycaena bimaculatus är en fjärilsart som beskrevs av Dioszeghy 1913. Lycaena bimaculatus ingår i släktet Lycaena och familjen juvelvingar. Inga underarter finns listade i Catalogue of Life.